# Tozzia
- Commons
- Wikispecies

Tozzia L. é um género botânico pertencente à família Orobanchaceae.

## Espécies
- Tozzia alpina
- Tozzia carpathica
- Tozzia mexicana
- «Lista das espécies»

## Classificação do gênero
| Sistema | Classificação                        | Referência               |
| ------- | ------------------------------------ | ------------------------ |
| Linné   | Classe Didynamia, ordem Angiospermia | Species plantarum (1753) |